# Flavio Del Barba
Flavio Del Barba (Morbegno, 7 febbraio 1948) è un ex calciatore italiano, di ruolo centrocampista.

## Carriera
Cresciuto nella Morbegnese, nel 1966 passa al Lecco con cui esordisce in Serie B l'anno successivo. Si è posto in luce nel campionato di Serie C 1968-1969 con la maglia della Solbiatese, con cui realizza 13 reti. A fine stagione viene acquistato dal Torino, con cui non giocherà mai venendo prestato ripetutamente a squadre delle serie inferiori.
Nel mercato autunnale del 1969 passa alla Reggina, tra i cadetti, disputando una stagione da rincalzo con 17 presenze. Rientrato a Torino, viene girato in prestito alla Massese, pure in Serie B: i toscani retrocedono a fine stagione, e Del Barba colleziona 28 presenze in campionato. Nelle due annate successive i granata lo mandano in Serie C, prima alla Pro Vercelli, e poi al Piacenza, nel quale non riesce a imporsi come titolare a causa della concorrenza di Guidetti, Burlando e Righi a centrocampo.
Nel 1973 rientra ancora al Torino, che lo cede definitivamente alla Sambenedettese, in Serie C. Qui disputa una stagione da riserva, con 13 presenze, prima di ritrovare una maglia da titolare con il Lecce, nel campionato di Serie C 1974-1975. Nel 1975 torna a Morbegno e prosegue la carriera tra i dilettanti fino al ritiro, nel 1981.
Ha disputato 60 incontri in Serie B con le maglie di Lecco, Reggina e Massese.

## Palmarès

### Club

#### Competizioni nazionali
- Serie C: 1

Sambenedettese: 1973-1974